# Villa Rustica (Lockleys)
Bei der Villa Rustica von Lockleys handelt es sich um einen römischen Gutshofes. Die Reste davon wurden 1930 entdeckt und 1937 vollständig ausgegraben. Lockleys ist der Name eines modernen Gutes, das etwas nördlich von Welwyn Garden City liegt.
Schon am Beginn des ersten Jahrhunderts v. Chr. (bevor Britannien römisch wurde) stand hier eine runde Hütte, die einen Durchmesser von etwa 4 m hatte. Diese Hütte wurde noch im ersten Jahrhundert durch einen anderen Bau ersetzt, der aber vollkommen vergangen ist und bei den Ausgrabungen nur noch an einer dicken Humusschicht zu erkennen war. Es fanden sich Scherben und Fibeln. Dieses Haus datiert wahrscheinlich in die Mitte des ersten Jahrhunderts. Um 60/70 n. Chr. wurde ein erster Steinbau errichtet. Dieser bestand aus drei großen Räumen mit zwei kleineren im Norden. Im Westen gab es eine Veranda aus Holz. Um 150 n. Chr. wurde der Bau stark erweitert. Die Veranda wurde in Stein ausgebaut und die Villa erhielt an der Westseite zwei Eckrisalite. Dieses Haus war bis etwa um 300 n. Chr. in Betrieb und wurde dann durch ein Feuer zerstört. Das Haus blieb danach für eine Weile ungenutzt, und der Ort diente wahrscheinlich als Steinbruch. Um 335 wurde jedoch am Südende des alten Hauses eine neue Villa errichtet, die sich aber nicht an den bestehenden Strukturen orientierte, jedoch deren Baumaterial benutzte. Das Haus war in etwa quadratisch, doch ist ein vollständiger Plan nicht erhalten. Dieser Bau wurde um 360 aufgegeben.
Die Villa Rustica von Dicket Mead befindet sich in der Nähe.